# Pronola magniplaga
Pronola magniplaga är en fjärilsart som beskrevs av William Schaus 1899. Pronola magniplaga ingår i släktet Pronola och familjen björnspinnare. Inga underarter finns listade i Catalogue of Life.